# Ina Bock
Jenny Kristina Vilhelmina "Ina" Bock, född 11 september 1876 i Stockholm, död 9 april 1958 i Stockholm, var en svensk skådespelare. 
Bland hennes mer kända roller märks Maritana i Don Cesar de Bazano, Marguerite i En fattig ung mans äfventyr, Elisabeth i Lyckan i det obemärkta, Ebba Brahe i Gustaf Adolf och Ebba Brahe, Magda i Antikrist och Katarina i Så tuktas en argbigga.
Hon gifte sig 1899 med journalisten Valfrid Spångberg. Tillsammans fick de dottern Birgit Spångberg, jurist.

## Teater

### Roller (ej komplett)
| År   | Roll            | Produktion                               | Regi         | Teater                       |
| ---- | --------------- | ---------------------------------------- | ------------ | ---------------------------- |
| 1896 | Rektorskan      | Lyckan i det obemärkta Hermann Sudermann | Axel Collin  | Collinska teatersällskapet   |
| 1897 | Drottning Thora | Axel och Walborg Adam Oehlenschläger     | August Arppe | Svenska Teatern, Helsingfors |